# Harry Hooper
Harry Bartholomew Hooper (Bell Station, California, 24 de agosto de 1887-Santa Cruz, California, 18 de diciembre de 1974), más conocido como Harry Hooper, fue un jugador profesional estadounidense de béisbol que se desempeñó en la posición de jardinero derecho en las Grandes Ligas de Béisbol (MLB). Es miembro del Salón de la Fama del Béisbol.

## Carrera
Hooper jugó como profesional doce temporadas en Boston Red Sox (1909-1920), después pasó a Chicago White Sox, donde jugó cinco temporadas (1921-1925), y fue el equipo en el que se retiró.

## Reconocimiento
En 1971, ingresó como miembro al Salón de la Fama del Béisbol.